# Winx Club: The Magic Is Back
Winx Club: The Magic Is Back je nadolazeća animirana televizijska serija koncipirana kao nova verzija originalne serije Winx Club iz 2004. godine. Premijerno će se prikazati 2. listopada 2025. na Netflixu. U Velikoj Britaniji će se prikazivati na BBC-u.

## Premisa
Serija prikazuje novu verziju događaja iz izvorne prve sezone Winxa iz 2004. godine. 
Bloom je šesnaestogodišnja djevojka koja živi na Zemlji, a nakon što otkrije da je vila s magičnim moćima, odlazi u školu za vile u kojoj upoznaje Stellu, Floru, Musu, Tecnu i Aishu s kojima osnuje klub pod imenom Winx. Djevojke se udružuju u borbi protiv zlih vještica koje pokušavaju pronaći vilu s moćima vatre, a sumnjaju da upravo Bloom posjeduje te moći. 

## Vanjske poveznice
- Winx Club: The Magic Is Back u internetskoj bazi filmova IMDb-a
- Službena stranica